# Lány (district de Kladno)
Pour les articles homonymes, voir Lány.
Lány (en allemand : Lahn) est une commune du district de Kladno, dans la région de Bohême-Centrale, en République tchèque. Sa population s'élevait à 2 256 habitants en 2024.

## Géographie
Lány se trouve à 3 km au sud du centre de Stochov, à 12 km à l'ouest-nord-ouest de Kladno et à 36 km à l'ouest-nord-ouest de Prague.
La commune est limitée par Nové Strašecí, Rynholec et Stochov au nord, par Tuchlovice et Žilina à l'est, par Lhota, Běleč, Zbečno et Městečko au sud, et par Ruda à l'ouest.

## Histoire
La première mention écrite de la localité date de 1392.
Le château de Lány a été mentionné pour la première fois en 1392. Il a changé de propriétaire à plusieurs reprises et a subi une reconstruction majeure en 1902-1903. En 1921, il a été acheté par l’État tchécoslovaque et désigné comme résidence présidentielle officielle d’été. L’architecte slovène Jože Plečnik a été chargé d’apporter des améliorations à la fois au château et au parc adjacent. T. G. Masaryk, le premier président, a aimé le château et a été autorisé à y rester après son abdication en 1935 jusqu’à sa mort en 1937. À partir de 1921, il fut sa résidence d’été favorable.

## Administration
La commune se compose de deux sections :
- Lány
- Vašírov

## Patrimoine
Le château de Lány avec son parc et sa réserve de chasse Lánská obora est la résidence d'été du Président de la République tchèque,,

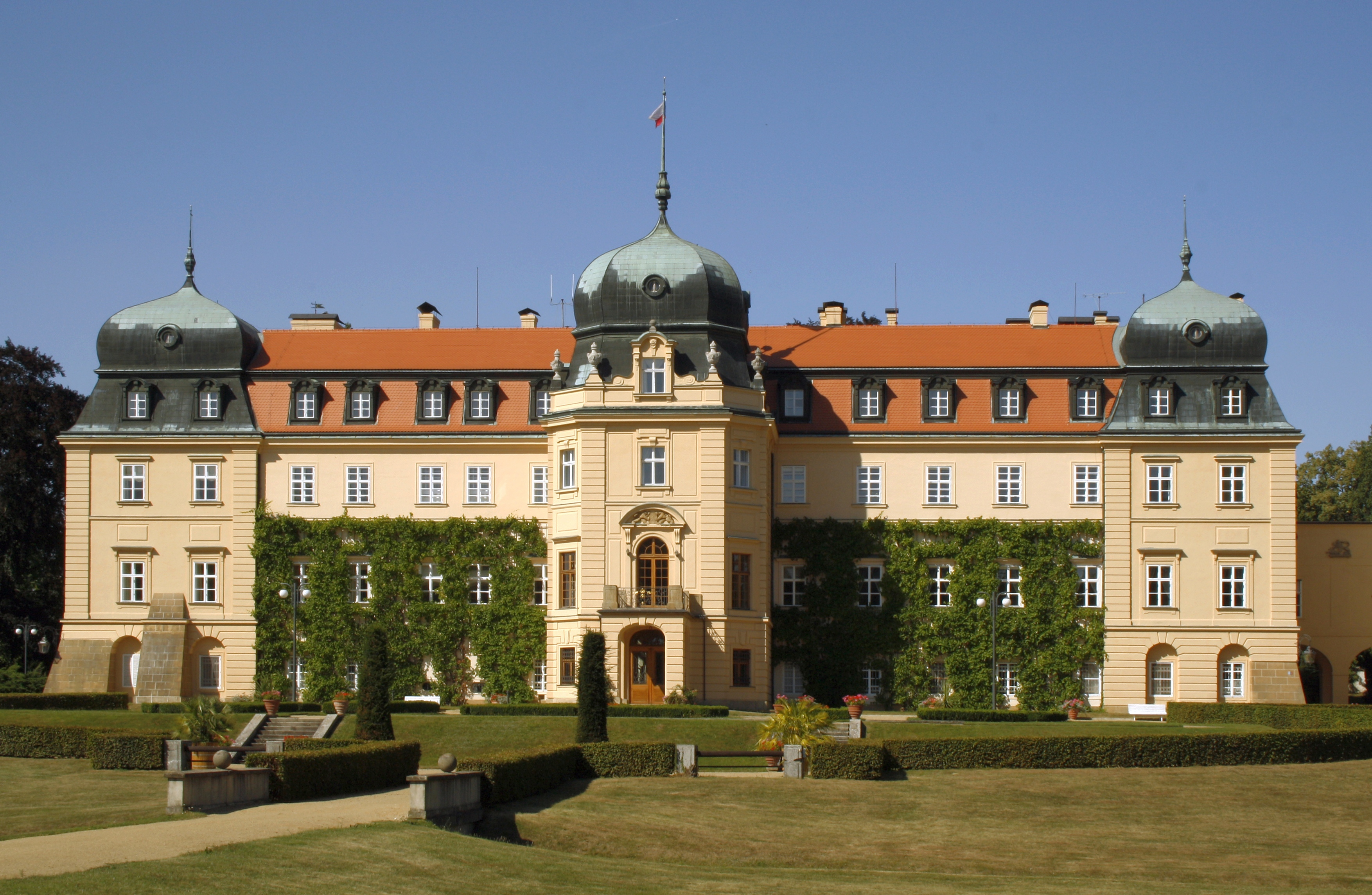
Le château de Lány.
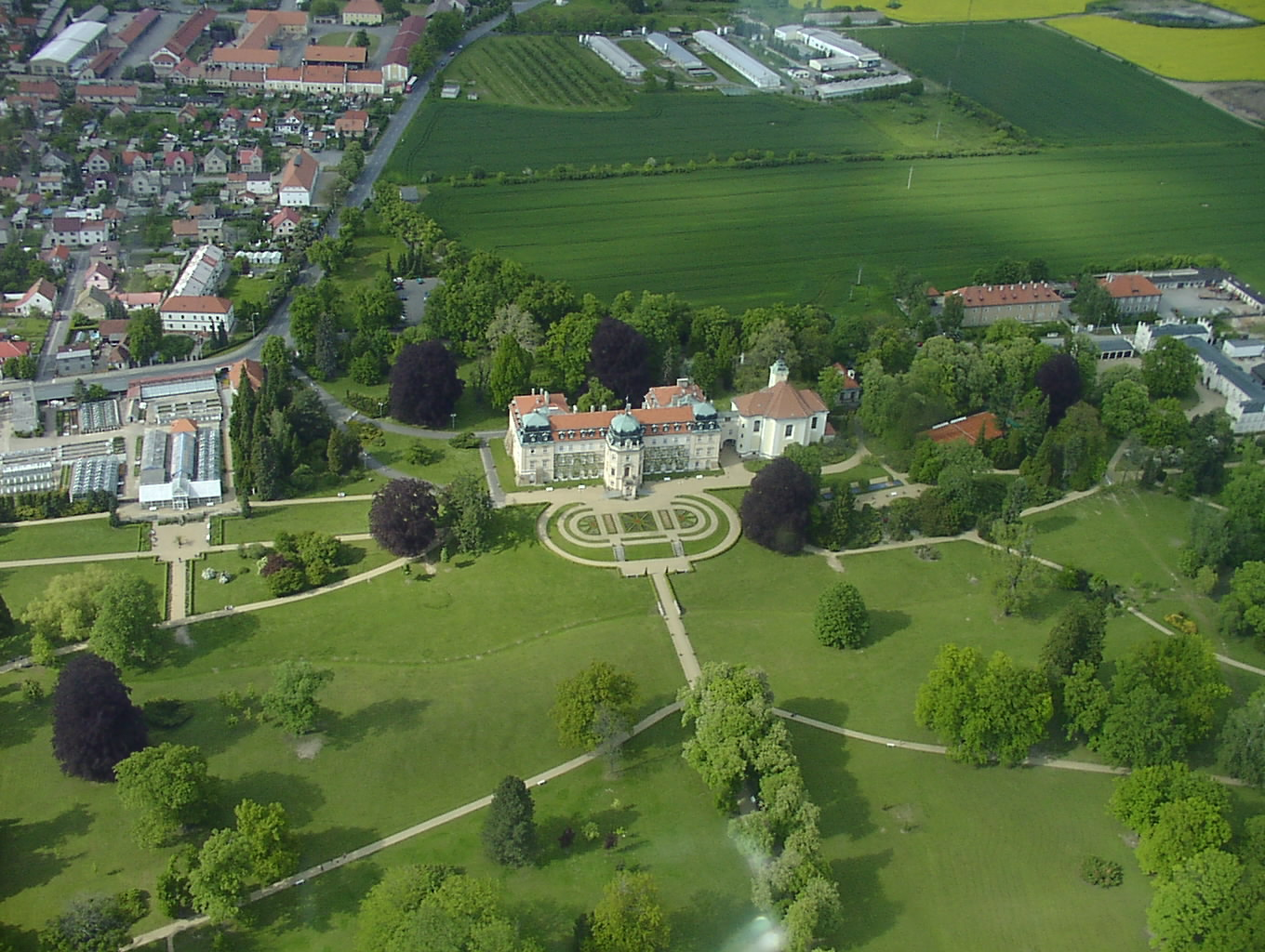
Le château et son parc.

## Galerie

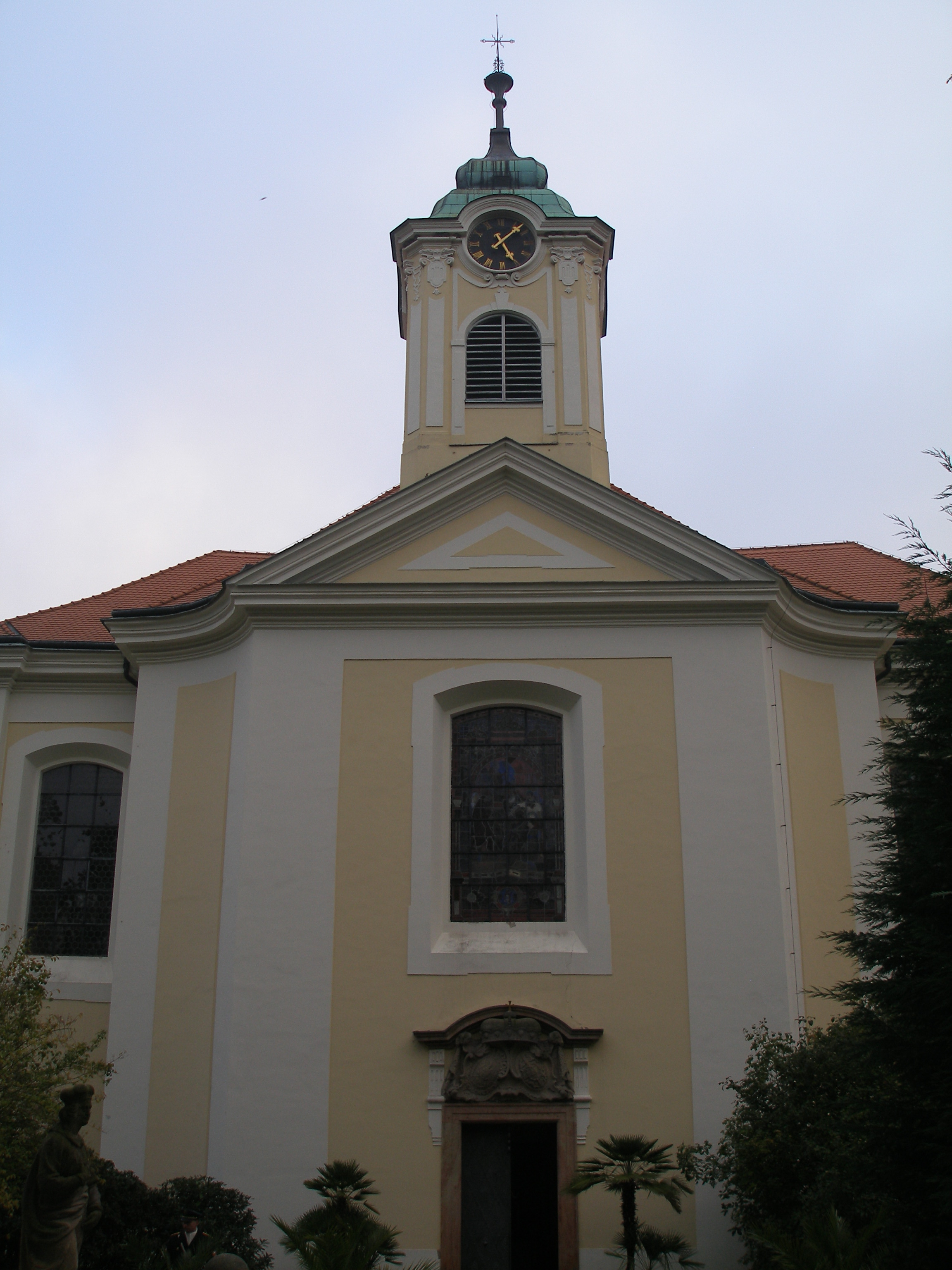
Église du Très Saint Nom de Jésus
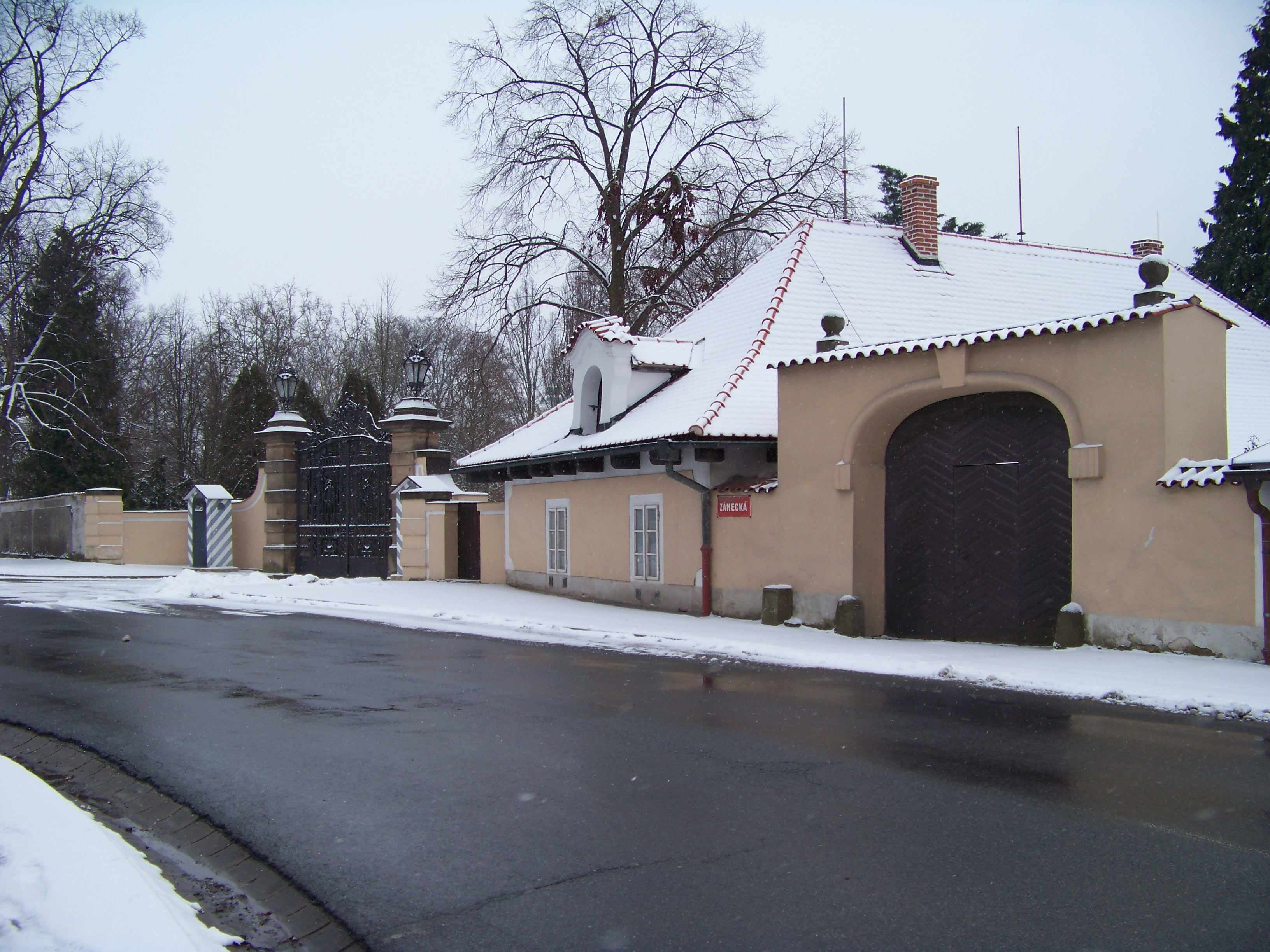
Entrée du château sous la neige
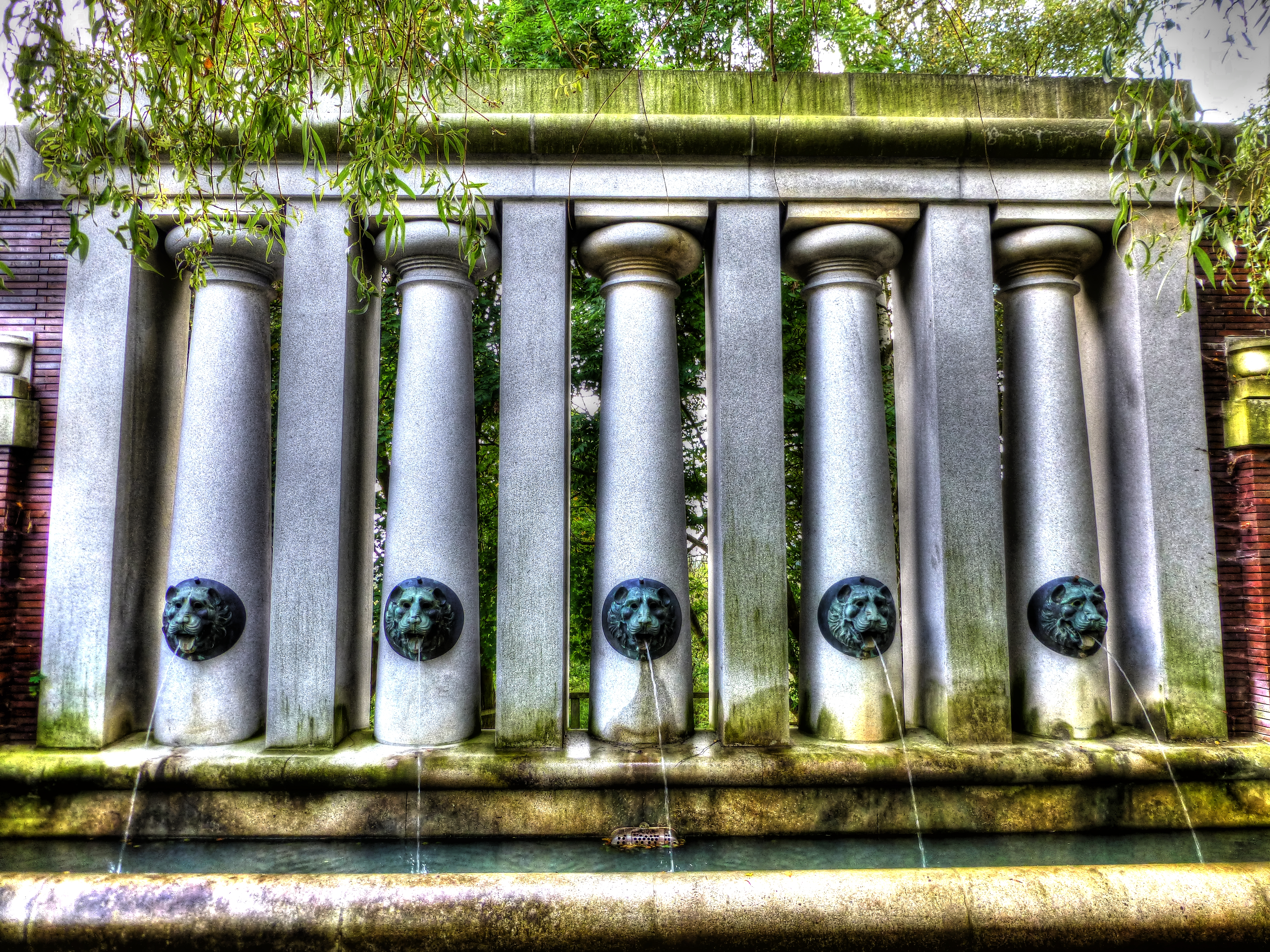
Fontaine aux pilastres doriques dans le parc du château
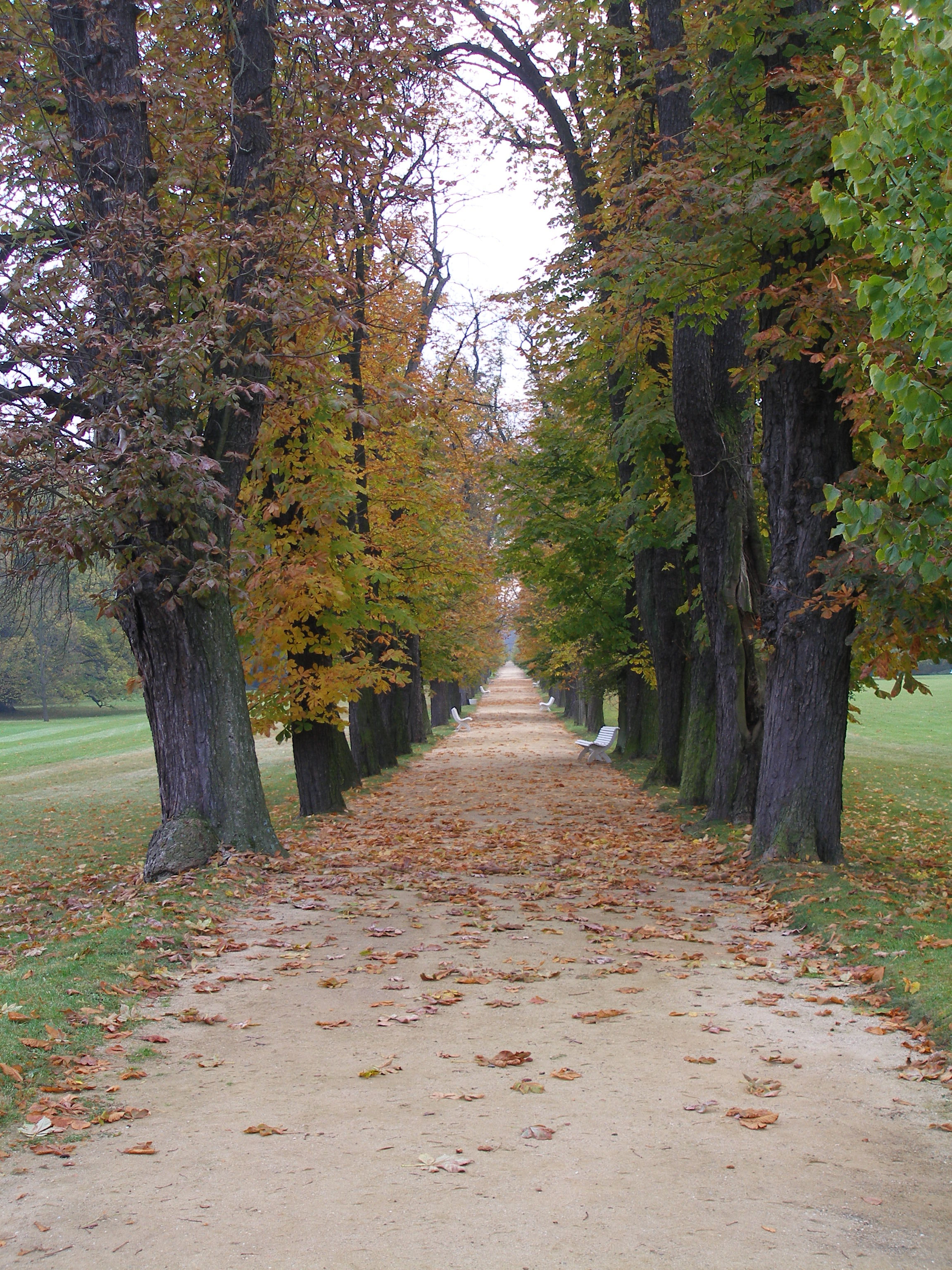
Allée dans le parc du château